# Palicourea dunstervilleorum
Palicourea dunstervilleorum är en måreväxtart som beskrevs av Julian Alfred Steyermark. Palicourea dunstervilleorum ingår i släktet Palicourea och familjen måreväxter. Inga underarter finns listade i Catalogue of Life.